# Antič
Antić je priimek v Sloveniji, ki ga je po podatkih Statističnega urada Republike Slovenije na dan 1. januarja 2010 uporabljalo 23 oseb in je med vsemi priimki po pogostosti uporabe uvrščen na 12.060. mesto.

## Znani nosilci priimka
- Igor Antič (*1952), fotograf
- Ivo Antič (*1948), književnik